# José María Morelos y Pavón, Teapa
José María Morelos y Pavón är en ort i Mexiko.   Den ligger i kommunen Teapa och delstaten Tabasco, i den sydöstra delen av landet, 700 km öster om huvudstaden Mexico City. José María Morelos y Pavón ligger 17 meter över havet och antalet invånare är 815.
Terrängen runt José María Morelos y Pavón är platt. Runt José María Morelos y Pavón är det ganska tätbefolkat, med 93 invånare per kvadratkilometer. Närmaste större samhälle är Teapa, 9,9 km söder om José María Morelos y Pavón. Trakten runt José María Morelos y Pavón består till största delen av jordbruksmark.